# Сав
Сав (фр. Save, окс. Sava) — річка на південному заході Франції, ліва притока Гаронни. Виток на північних схилах Піренеїв біля міста Ланнемезан, впадає в Гаронну трохи нижче міста Гренад-сюр-Гаронн .
Довжина — 143 км, площа басейну — 1152 км², середня витрата води — 6,32 м³/с . Протікає територією чотирьох департаментів регіону Окситанія.
На річці стоїть кілька населених пунктів: Л'Іль-ан-Додон, Ломбез, Саматан, Л'Іль-Журден, Гренад-сюр-Гаронн.
Найбільша притока — Жес (Gesse).